# EHF Champions League 2011-12 (kvinder)
EHF Champions League 2011–12 for kvinder var den 19. EHF Champions League håndboldturnering for kvinder. Turneringen bliver arrangeret af European Handball Federation og havde deltagelse af 32 hold. De første kvalifikationskampe bliver spillet den 2. september 2011, og den sidste finalekamp blev afviklet i maj 2012.
Danmark var repræsenteret af danmarksmestrene FC Midtjylland Håndbold, som trådte ind i turneringen i gruppespillet, samt Randers HK og Viborg HK, som startede i anden kvalifikationsrunde.

## Resultater

### Format
Turneringen har deltagelse af 32 hold. Deltagerne fra de otte lavest rangerede ligaer spiller i første kvalifikationsrunde om fire pladser i anden kvalifikationsrunde, hvor de sammen med yderligere 12 hold spiller om fire ledige pladser i det første gruppespil, hvortil de 12 højst rangerede hold er direkte kvalificeret. Førte gruppespil består af fire grupper med fire hold. De to bedste hold i hver gruppe går videre til andet gruppespil, der består af to grupper med fire hold. Herfra går de to bedste hold fra hver gruppe videre til semifinalerne, der ligesom finalen, bliver afgjort over to kampe.

### Første kvalifikationsrunde
Første kvalifikationsrunde havde deltagelse af deltagerne fra de otte lavestrangerede ligaer, dvs. mesterholdene fra Tjekkiet, Grækenland, Holland, Portugal, Serbien, Schweiz, Slovakiet og Tyrkiet. Holdene spillede om fire ledige pladser i anden kvalifikationsrunde og var inddelt i to grupper med fire hold. I hver gruppe spillede holdene en enkeltturnering alle-mod-alle, og de to bedst placerede hold i hver gruppe gik videre til anden kvalifikationsrunde.
Holdene, der ikke gik videre til anden kvalifikationsrunde, fortsatte i 2. runde af EHF Cup Winners' Cup.

#### Gruppe A
Gruppe A spilles i Bozaitika Patras, Grækenland.
| Dato | Kamp                                    | Res.  |
| ---- | --------------------------------------- | ----- |
| 2.9. | AC Ormi-Loux Patras – LC Brühl Handball | 27–26 |
| 2.9. | MizuWaAi Dalfsen – Gil Eanes            | 31–25 |
| 3.9. | LC Brühl Handball – MizuWaAi Dalfsen    | 25–40 |
| 3.9. | Gil Eanes – AC Ormi-Loux Patras         | 32–25 |
| 4.9. | LC Brühl Handball – Gil Eanes           | 32–30 |
| 4.9. | AC Ormi-Loux Patras – MizuWaAi Dalfsen  | 24–32 |

| Hold                | Kampe | Mål     | Point |
| ------------------- | ----- | ------- | ----- |
| MizuWaAi Dalfsen    | 3     | 103-740 | 6     |
| Gil Eanes           | 3     | 87-88   | 2     |
| LC Brühl Handball   | 3     | 83-97   | 2     |
| AC Ormi-Loux Patras | 3     | 76-90   | 2     |

#### Gruppe B
Gruppe B spilles i Chemkostav Arena i Michalovce, Slovakiet.
| Dato | Kamp                             | Res.  |
| ---- | -------------------------------- | ----- |
| 2.9. | RK Zaječar – HK Britterm         | 31–17 |
| 2.9. | Üsküdar BSK – Iuventa Michalovce | 28–38 |
| 3.9. | HK Britterm – Üsküdar BSK        | 30–26 |
| 3.9. | Iuventa Michalovce – RK Zaječar  | 26–36 |
| 4.9. | Üsküdar BSK – RK Zaječar         | 27–34 |
| 4.9. | Iuventa Michalovce – HK Britterm | 21–30 |

| Hold               | Kampe | Mål     | Point |
| ------------------ | ----- | ------- | ----- |
| RK Zaječar         | 3     | 101-700 | 6     |
| HK Britterm        | 3     | 77-78   | 4     |
| Iuventa Michalovce | 3     | 85-94   | 2     |
| Üsküdar BSK        | 3     | 081-102 | 0     |

### Anden kvalifikationsrunde
Anden kvalifikationsrunde havde deltagelse af 16 hold, som spillede om fire ledige pladser i gruppespillet. De 16 hold fordelte sig på
- 12 hold, der var rangeret som nr. 13-24 blandt de 32 deltagende hold.
- Fire hold, som var gået videre fra første kvalifikationsrunde.

Holdene var på forhånd blevet seedet i fire lag, og de fire grupper kom til at bestå af ét hold fra hvert seedningslag.
| Seedninger til 2. kvalifikationsrunde | Seedninger til 2. kvalifikationsrunde | Seedninger til 2. kvalifikationsrunde | Seedninger til 2. kvalifikationsrunde | Seedninger til 2. kvalifikationsrunde |
| ------------------------------------- | ------------------------------------- | ------------------------------------- | ------------------------------------- | ------------------------------------- |
| 1. seedningslag                       | Randers HK                            | DVSC-Forum                            | Byåsen HE                             | U Jolidon Cluj-Napoca                 |
| 2. seedningslag                       | BM Elda Prestigio                     | Rostov-Don                            | Buxtehuder SV                         | Tertnes IL                            |
| 3. seedningslag                       | IK Sävehof                            | ZRK Metalurg                          | Zaglebie Lubin                        | Viborg HK                             |
| 4. seedningslag                       | Fra 1. kval.runde                     | Fra 1. kval.runde                     | Fra 1. kval.runde                     | Fra 1. kval.runde                     |

Inddelingen af de 16 hold i fire grupper blev foretaget ved en lodtrækning i Wien den 27. juni 2011, og i den forbindelse fik grupperne følgende sammensætning.
| Gruppeinddeling til 2. kvalifikationsrunde | Gruppeinddeling til 2. kvalifikationsrunde | Gruppeinddeling til 2. kvalifikationsrunde | Gruppeinddeling til 2. kvalifikationsrunde |
| Gruppe 1                                   | Gruppe 2                                   | Gruppe 3                                   | Gruppe 4                                   |
| ------------------------------------------ | ------------------------------------------ | ------------------------------------------ | ------------------------------------------ |
| U Jolidon Cluj-Napoca                      | Byåsen HE                                  | DVSC-Forum                                 | Randers HK                                 |
| Rostov-Don                                 | BM Elda Prestigio                          | Buxtehuder SV                              | Tertnes IL                                 |
| Viborg HK                                  | ZRK Metalurg                               | Zaglebie Lubin                             | IK Sävehof                                 |
| B1                                         | B2                                         | A2                                         | A1                                         |

Hver gruppe afvikler deres kampe efter et final 4-format over to dage. På førstedagen mødes de fire hold i to semifinaler, hvorfra de to vindere går videre til finalen dagen efter, mens de to tabere spiller om tredjepladsen dagen efter. De fire gruppevindere i går videre til det første Champions League-gruppespil. De otte hold, som slutter på anden- eller tredjepladsen i deres gruppe, går videre til 3. runde af EHF Cup Winners' Cup, mens de fire hold, som slutter på fjerdepladsen i deres gruppe, går videre til 2. runde af EHF Cup Winners' Cup.

#### Gruppe 1
Kampene i gruppe 1 blev spillet i Grenaa Idrætscenter i Grenaa, Danmark.
| Dato  | Kamp                               | Res.  |
| ----- | ---------------------------------- | ----- |
| 17.9. | Rostov Don – Viborg HK             | 17–24 |
| 17.9. | U Jolidon Cluj-Napoca – RK Zaječar | 33–32 |
| 18.9. | Rostov Don – RK Zaječar            | 15–27 |
| 18.9. | U Jolidon Cluj-Napoca – Viborg HK  | 21–37 |

| Plac. | Hold                  |
| ----- | --------------------- |
| 1.    | Viborg HK             |
| 2.    | U Jolidon Cluj-Napoca |
| 3.    | RK Zaječar            |
| 4.    | Rostov-Don            |

#### Gruppe 2
Kampene i gruppe 2 blev spillet i Sportska Sala Avtokomanda i Skopje, Makedonien.
| Dato  | Kamp                             | Res.  |
| ----- | -------------------------------- | ----- |
| 17.9. | BM Elda Prestigio – ZRK Metalurg | 22–27 |
| 17.9. | Byåsen HE – HK Britterm          | 27–22 |
| 18.9. | BM Elda Prestigio – HK Britterm  | 21–20 |
| 18.9. | Byåsen HE – ZRK Metalurg         | 20–17 |

| Plac. | Hold              |
| ----- | ----------------- |
| 1.    | Byåsen HE         |
| 2.    | ZRK Metalurg      |
| 3.    | BM Elda Prestigio |
| 4.    | HK Britterm       |

#### Gruppe 3
Kampene i gruppe 3 blev spillet i Glogowskie Obiekty Sportowe i Glogowe, Polen.
| Dato  | Kamp                           | Res.  |
| ----- | ------------------------------ | ----- |
| 17.9. | Buxtehuder SV – Zaglebie Lubin | 27–26 |
| 17.9. | DVSC-Forum – Gil Eanes         | 35–22 |
| 18.9. | Zaglebie Lubin – Gil Eanes     | 40–25 |
| 18.9. | Buxtehuder SV – DVSC-Forum     | 30–26 |

| Plac. | Hold           |
| ----- | -------------- |
| 1.    | Buxtehuder SV  |
| 2.    | DVSC-Forum     |
| 3.    | Zaglebie Lubin |
| 4.    | Gil Eanes      |

#### Gruppe 4
Kampene i gruppe 4 blev spillet i Partillebohallen i Partille, Sverige.
| Dato  | Kamp                          | Res.  |
| ----- | ----------------------------- | ----- |
| 17.9. | Randers HK – MizuWaAi Dalfsen | 34–19 |
| 17.9. | Tertnes IL – IK Sävehof       | 25–34 |
| 18.9. | Tertnes IL – MizuWaAi Dalfsen | 32–31 |
| 18.9. | Randes HK – IK Sävehof        | 26–21 |

| Plac. | Hold             |
| ----- | ---------------- |
| 1.    | Randers HK       |
| 2.    | IK Sävehof       |
| 3.    | Tertnes IL       |
| 4.    | MizuWaAi Dalfsen |

### Første gruppespil
Det første gruppespil har deltagelse af 16 hold – fire fra kvalifikationsrunden og 12, som er direkte kvalificerede. De 16 hold blev inddelt i fire grupper med fire hold, og i hver gruppe spiller holdene en dobbeltturnering alle-mod-alle (ude og hjemme). De fire gruppevindere og fire -toere går videre til andet gruppespil.
Holdene var på forhånd blevet seedet i fire lag, og de fire grupper kom til at bestå af ét hold fra hvert seedningslag.
| Seedninger til gruppespillet | Seedninger til gruppespillet | Seedninger til gruppespillet | Seedninger til gruppespillet | Seedninger til gruppespillet |
| ---------------------------- | ---------------------------- | ---------------------------- | ---------------------------- | ---------------------------- |
| 1. seedningslag              | Larvik HK                    | FC Midtjylland               | Győri Audi ETO KC            | CS Oltchim Ramnicu Valcea    |
| 2. seedningslag              | ŽRK Budućnost                | Hypo Niederösterreich        | RK Krim Mercator             | SD Itxako Reyno de Navarra   |
| 3. seedningslag              | HC Dinamo Volgograd          | Thüringer HC                 | Metz Handball                | RK Podravka Vegeta           |
| 4. seedningslag              | Vinder gruppe 1              | Vinder gruppe 2              | Vinder gruppe 3              | Vinder gruppe 4              |

Inddelingen af de 16 hold i fire grupper blev foretaget ved en lodtrækning i Wien den 28. juni 2011, og grupperne fik følgende sammensætning.
| Gruppeinddeling til 1. gruppespil | Gruppeinddeling til 1. gruppespil | Gruppeinddeling til 1. gruppespil | Gruppeinddeling til 1. gruppespil |
| Gruppe A                          | Gruppe B                          | Gruppe C                          | Gruppe D                          |
| --------------------------------- | --------------------------------- | --------------------------------- | --------------------------------- |
| FC Midtjylland                    | Larvik HK                         | Győri Audi ETO KC                 | CS Oltchim Ramnicu Valcea         |
| ŽRK Budućnost                     | RK Krim Mercator                  | Hypo Niederösterreich             | SD Itxako Reyno de Navarra        |
| Thüringer HC                      | RK Podravka Vegeta                | Metz Handball                     | HC Dinamo Volgograd               |
| Vinder gruppe 2                   | Vinder gruppe 1                   | Vinder gruppe 4                   | Vinder gruppe 3                   |

#### Gruppe A
| Dato   | Kamp                           | Res.  |
| ------ | ------------------------------ | ----- |
| 1.10.  | Byåsen HE – FC Midtjylland     | 17–19 |
| 2.10.  | Thüringer HC – ŽRK Budućnost   | 23–27 |
| 8.10.  | FC Midtjylland – Thüringer HC  | 23–20 |
| 9.10.  | ŽRK Budućnost – Byåsen HE      | 28–18 |
| 15.10. | Byåsen HE – Thüringer HC       | 23–22 |
| 16.10. | ŽRK Budućnost – FC Midtjylland | 28–25 |
| 29.10. | Byåsen HE – ŽRK Budućnost      | 24–34 |
| 30.10. | Thüringer HC – FC Midtjylland  | 21–27 |
| 5.11.  | FC Midtjylland – Byåsen HE     | 18–21 |
| 6.11.  | ŽRK Budućnost – Thüringer HC   | 35–25 |
| 11.11. | FC Midtjylland – ŽRK Budućnost | 34–20 |
| 13.11. | Thüringer HC – Byåsen HE       | 28–28 |

| Hold           | Kampe | Mål     | Point |
| -------------- | ----- | ------- | ----- |
| ŽRK Budućnost  | 6     | 172-149 | 10    |
| FC Midtjylland | 6     | 146-127 | 8     |
| Byåsen HE      | 6     | 131-149 | 5     |
| Thüringer HC   | 6     | 139-163 | 1     |

#### Gruppe B
| Dato   | Kamp                                  | Res.  |
| ------ | ------------------------------------- | ----- |
| 1.10.  | Viborg HK – Larvik HK                 | 34–28 |
| 2.10.  | RK Podravka Vegeta – RK Krim Mercator | 23–24 |
| 7.10.  | RK Krim Mercator – Viborg HK          | 31–25 |
| 8.10.  | Larvik HK – RK Podravka Vegeta        | 37–25 |
| 15.10. | Viborg HK – RK Podravka Vegeta        | 27–27 |
| 16.10. | Larvik HK – RK Krim Mercator          | 31–19 |
| 29.10. | RK Podravka Vegeta – Larvik HK        | 21–24 |
| 29.10. | Viborg HK – RK Krim Mercator          | 28–28 |
| 5.11.  | Larvik HK – Viborg HK                 | 19–20 |
| 5.11.  | RK Krim Mercator – RK Podravka Vegeta | 22–22 |
| 13.11. | RK Krim Mercator – Larvik HK          | 19-22 |
| 13.11. | RK Podravka Vegeta – Viborg HK        | 28–27 |

| Hold               | Kampe | Mål     | Point |
| ------------------ | ----- | ------- | ----- |
| Larvik HK          | 6     | 161-138 | 8     |
| RK Krim Mercator   | 6     | 143-151 | 6     |
| Viborg HK          | 6     | 161-161 | 6     |
| RK Podravka Vegeta | 6     | 146-161 | 4     |

#### Gruppe C
| Dato   | Kamp                                      | Res.  |
| ------ | ----------------------------------------- | ----- |
| 1.10.  | Metz Handball – Hypo Niederösterreich     | 30–21 |
| 2.10.  | Randers HK – Győri Audi ETO KC            | 29–23 |
| 8.10.  | Hypo Niederösterreich – Randers HK        | 28–29 |
| 9.10.  | Győri Audi ETO KC – Metz Handball         | 28–23 |
| 16.10. | Randers HK – Metz Handball                | 26–27 |
| 30.10. | Randers HK – Hypo Niederösterreich        | 38–32 |
| 30.10. | Metz Handball – Győri Audi ETO KC         | 24–32 |
| 5.11.  | Győri Audi ETO KC – Randers HK            | 35–20 |
| 5.11.  | Hypo Niederösterreich – Metz Handball     | 28–25 |
| 9.11.  | Hypo Niederösterreich – Győri Audi ETO KC | 29–27 |
| 12.11. | Metz Handball – Randers HK                | 25–20 |
| 13.11. | Győri Audi ETO KC – Hypo Niederösterreich | 37–29 |

| Hold                  | Kampe | Mål     | Point |
| --------------------- | ----- | ------- | ----- |
| Győri Audi ETO KC     | 6     | 183-154 | 8     |
| Metz Handball         | 6     | 154-156 | 6     |
| Randers HK            | 6     | 163-170 | 6     |
| Hypo Niederösterreich | 6     | 167-187 | 4     |

#### Gruppe D
| Dato   | Kamp                                       | Res.  |
| ------ | ------------------------------------------ | ----- |
| 30.9.  | Buxtehuder SV – CS Oltchim Rm Valcea       | 20–24 |
| 1.10.  | HC Dinamo Volgograd – Asfi Itxako Navarra  | 25–27 |
| 8.10.  | Asfi Itxako Navarra – Buxtehuder SV        | 32–21 |
| 9.10.  | CS Oltchim Rm Valcea – HC Dinamo Volgograd | 31–26 |
| 15.10. | Asfi Itxako Navarra – CS Oltchim Rm Valcea | 22–25 |
| 16.10. | Buxtehuder SV – HC Dinamo Volgograd        | 21–30 |
| 29.10. | Buxtehuder SV – Asfi Itxako Navarra        | 31–32 |
| 30.10. | HC Dinamo Volgograd – CS Oltchim Rm Valcea | 34–30 |
| 5.11.  | Asfi Itxako Navarra – HC Dinamo Volgograd  | 28–26 |
| 6.11.  | CS Oltchim Rm Valcea – Buxtehuder SV       | 28–22 |
| 13.11. | HC Dinamo Volgograd – Buxtehuder SV        | 29–23 |
| 13.11. | CS Oltchim Rm Valcea – Asfi Itxako Navarra | 30–22 |

| Hold                      | Kampe | Mål     | Point |
| ------------------------- | ----- | ------- | ----- |
| CS Oltchim Ramnicu Valcea | 6     | 168-146 | 10    |
| Asfi Itxako Navarra       | 6     | 163-158 | 8     |
| HC Dinamo Volgograd       | 6     | 170-160 | 6     |
| Buxtehuder SV             | 6     | 138-175 | 0     |

### Andet gruppespil
Andet gruppespil bliver afviklet i perioden 4. februar – 11. marts 2012 med deltagelse af de otte hold, som var gået videre fra første gruppespil. De otte hold blev inddelt i to nye grupper ved en lodtrækning den 15. november 2011 i EHF's hovedkvarter i Wien. De to grupper spillede hver en dobbeltturnering hvor holdene mødtes alle-mod-alle ude og hjemme. De to bedst placerede hold i hver gruppe gik videre til semifinalerne.

#### Gruppe 1
| Dato | Kamp                                    | Res.  |
| ---- | --------------------------------------- | ----- |
| 3.2  | FC Midtjylland – Larvik HK              | 22–26 |
| 4.2  | Asfi Itxaxo Navarra – Győri Audi ETO KC | 26–28 |
| 12.2 | Győri Audi ETO KC – FC Midtjylland      | 35–27 |
| 12.2 | Larvik HK – Asfi Itxaxo Navarra         | 23–23 |
| 18.2 | FC Midtjylland – Asfi Itxaxo Navarra    | 23–22 |
| 19.2 | Győri Audi ETO KC– Larvik HK            | 31–22 |
| 24.2 | FC Midtjylland – Győri Audi ETO KC      | 24–29 |
| 25.2 | Asfi Itxaxo Navarra – Larvik HK         | 19–19 |
| 4.3  | Larvik HK – FC Midtjylland              | 20–27 |
| 4.3  | Győri Audi ETO KC – Asfi Itxaxo Navarra | 25–25 |
| 10.3 | Larvik HK – Győri Audi ETO KC           | 32–25 |
| 10.3 | Asfi Itxaxo Navarra – FC Midtjylland    | 24–21 |

| Hold                | Kampe | Mål     | Point |
| ------------------- | ----- | ------- | ----- |
| Győri Audi ETO KC   | 6     | 173-156 | 9     |
| Larvik HK           | 6     | 142-147 | 6     |
| Asfi Itxako Navarra | 6     | 139-139 | 5     |
| FC Midtjylland      | 6     | 144-156 | 4     |

#### Gruppe 2
| Dato | Kamp                                      | Res.  |
| ---- | ----------------------------------------- | ----- |
| 4.2  | Metz Handball – ŽRK Budućnost             | 27–29 |
| 4.2  | RK Krim Mercator – CS Oltchim Rm. Valcea  | 25–31 |
| 12.2 | CS Oltchim Ramnicu Valcea – Metz Handball | 30–21 |
| 12.2 | ŽRK Budućnost – RK Krim Mercator          | 29–21 |
| 18.2 | Metz Handball – RK Krim Mercator          | 20–21 |
| 19.2 | CS Oltchim Ramnicu Valcea – ŽRK Budućnost | 24–34 |
| 24.2 | RK Krim Mercator – ŽRK Budućnost          | 26–27 |
| 26.2 | Metz Handball – CS Oltchim Ramnicu Valcea | 26–26 |
| 4.3  | CS Oltchim Rm. Valcea – RK Krim Mercator  | 30–26 |
| 4.3  | ŽRK Budućnost – Metz Handball             | 32–26 |
| 10.3 | ŽRK Budućnost – CS Oltchim Ramnicu Valcea | 31–25 |
| 10.3 | RK Krim Mercator – Metz Handball          | 28–24 |

| Hold                      | Kampe | Mål     | Point |
| ------------------------- | ----- | ------- | ----- |
| ŽRK Budućnost             | 6     | 182-149 | 12    |
| CS Oltchim Ramnicu Valcea | 6     | 166-163 | 7     |
| RK Krim Mercator          | 6     | 147-161 | 4     |
| Metz Handball             | 6     | 144-166 | 1     |

### Semifinaler
| Dato    | Dato    | Hjemmehold i 1. kamp      | Hjemmehold i 2. kamp | Resultat | Resultat | Resultat |
| 1. kamp | 2. kamp | Hjemmehold i 1. kamp      | Hjemmehold i 2. kamp | Samlet   | 1. kamp  | 2. kamp  |
| ------- | ------- | ------------------------- | -------------------- | -------- | -------- | -------- |
| 1.4.    | 7.4.    | CS Oltchim Ramnicu Valcea | Győri Audi ETO KC    | 58–62    | 35-31    | 23-31    |
| 31.3.   | 8.4.    | Larvik HK                 | ŽRK Budućnost        | 33–45    | 20-22    | 13-23    |

### Finale
| Dato    | Dato    | Hjemmehold i 1. kamp | Hjemmehold i 2. kamp | Resultat | Resultat | Resultat |
| 1. kamp | 2. kamp | Hjemmehold i 1. kamp | Hjemmehold i 2. kamp | Samlet   | 1. kamp  | 2. kamp  |
| ------- | ------- | -------------------- | -------------------- | -------- | -------- | -------- |
|         |         | Győri ETO KC         | ŽRK Budućnost        | 54–54    | 29-27    | 25-27    |